# 1239-1230 v.Chr.
De jaren 1239-1230 v.Chr. (van de christelijke jaartelling) zijn een decennium in de 13e eeuw v.Chr..

## Gebeurtenissen

### Griekenland
- 1237 v.Chr. - Atreus wordt vermoord en koning Thyestes (1237 - 1235 v.Chr.) heerst over Mycene.
- 1235 v.Chr. - Koning Agamemnon (1235 - 1209 v.Chr.) maakt zich meester van de Myceense troon.
- De Spartanen plegen een staatsgreep en zetten Thyestes af.
- 1230 v.Chr. - Koning Menelaos bestijgt de troon van Sparta.

### Klein-Azië
- 1237 v.Chr. - Koning Tudhaliya IV (1237 - 1209 v.Chr.) regeert over het Hettitische Rijk.
- 1235 v.Chr. - De vazalstaten Assuwa en Arzawa komen in opstand tegen de Hettieten.
- ~1230 v.Chr. - De slag bij Nihriya. Assyrië brengt Tudhaliya IV van Hatti een zware nederlaag toe. Isuwa gaat verloren.

### Assyrië
- 1235 v.Chr. - Koning Tukulti-Ninurta I verslaat de Kassitische koning Kashtiliash IV en verovert Babylon.
- 1233 v.Chr. - Tukulti-Ninurta I zet zijn veroveringspolitiek voort tegen de Kassieten en herenigt het Tweestromenland.
- 1230 v.Chr. - De Assyrische steden Assur en Ninive breiden zich door de welvaart verder uit.

### Mesopotamië
- 1232 v.Chr. - De Kassieten komen in opstand en heroveren Babylon.

<< · 1299-1290 · 1289-1280 · 1279-1270 · 1269-1260 · 1259-1250 · 1249-1240 · 1239-1230 · 1229-1220 · 1219-1210 · 1209-1200 · >>